# Talicska

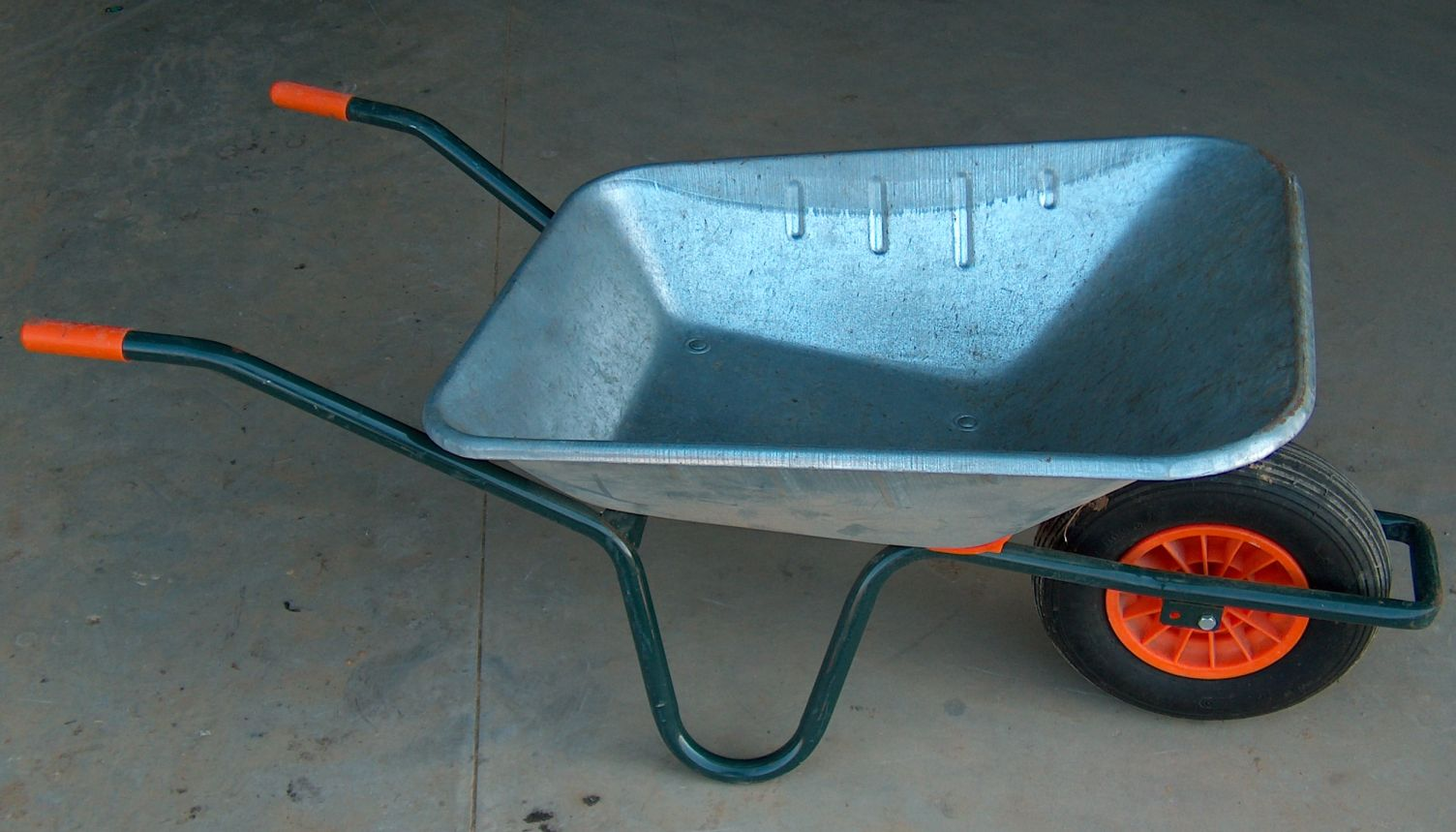
Modern kerti talicska

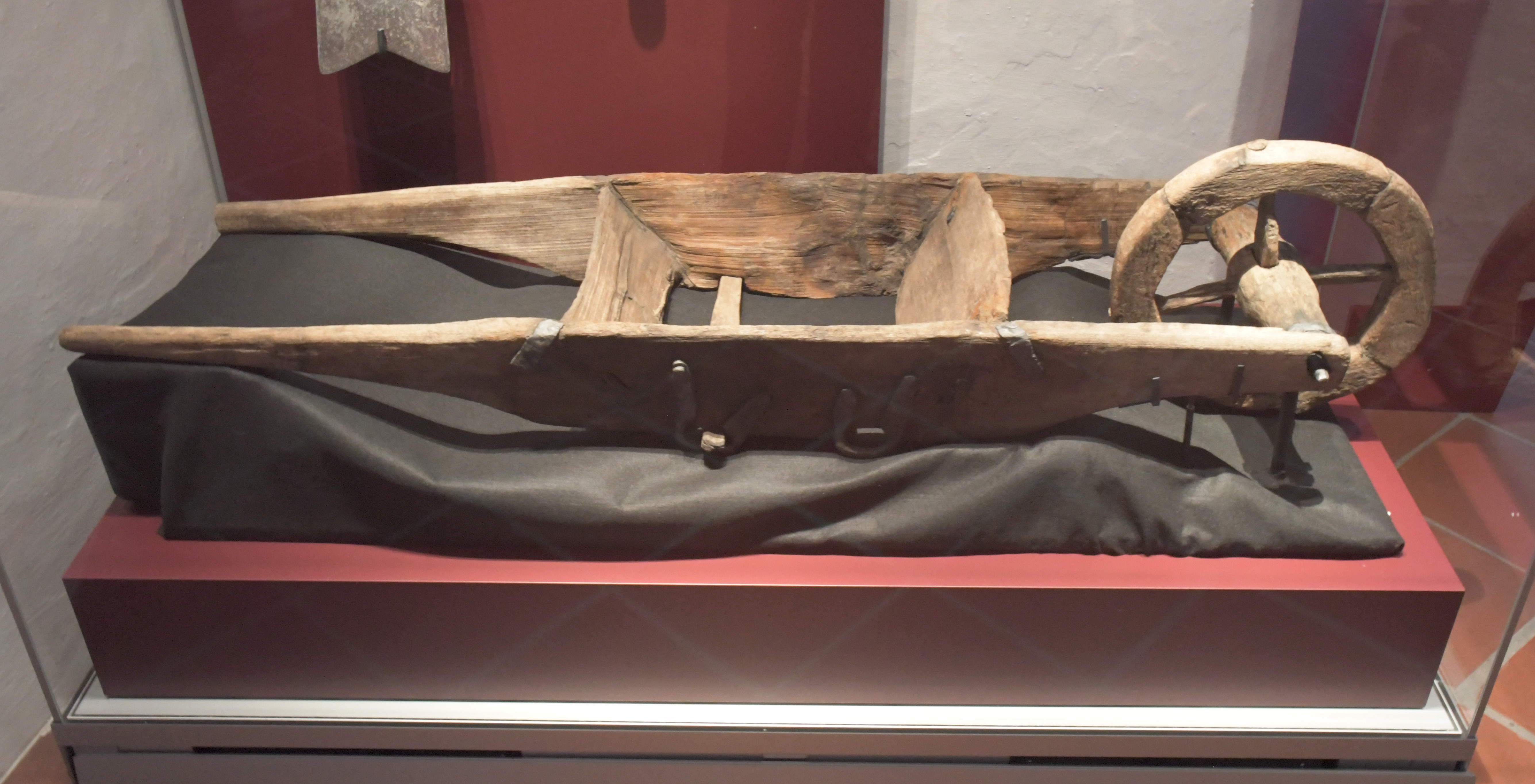
Európa legrégebbi fennmaradt talicskája Ingolstadtból, 1537 körül

A talicska vagy furik kis méretű, egykerekű kézikocsi, amelyet különböző anyagok emberi erővel továbbított szállítására használnak. Két alapformája ismeretes.
Az egyik alapforma voltaképpen egykerekű saroglya, amelynek rakfelületét régebben mogyoró- vagy somvesszővel fonták be. Ezt tekinthetjük a talicska eredeti formájának. Rövid távon sok mindent szállíthattak vele: trágyát, követ, építőanyagot, széna- és szalmakötegeket, rőzsét stb.
A bükki mészégetők saroglyás furikja a századfordulón még tömör sajtkeréken gurult és vesszővel volt befonva. A Dunántúlon az emberi erővel tolt vagy vont egykerekű eszköz neve tragacs. Ez a szó bajor-osztrák eredetű, míg a talicska, targonca, furik szó végződésében, képzésében szláv elemekkel van dolgunk. A csongrádi kubikosok gyakran taligát, talyigát mondanak a talicska helyett. 1555-ben Kanizsa várának erősítéséhez száz kézentoló talyigát kértek az építők. Az eszközcsoport jelentősége a 16–17. században megnőtt, differenciálódott, s új elnevezései gyökeresedtek meg. A dél-alföldi kubikosok szóhasználatában a targonca saroglyás talicskát, a talicska ládás talicskát, a kordé kétkerekű taligát jelent.

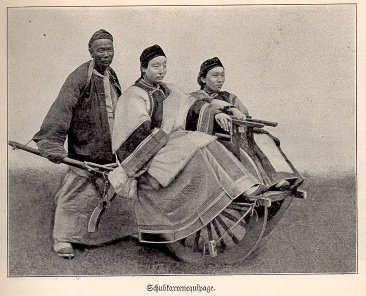
Kínai személyszállító talicska

A másik főként kubikosok által használt kerekes deszkaláda, amivel földet, homokot, kavicsot szállítanak. Dél-alföldi kubikosok ennek is több helyi típusát és változatát ismerik. Szegeden, Makón, Csongrádon, Szentesen, Békésen és a vidék többi településén a talicska mindennapos teherhordó eszköz. Ezt a ládás talicskaformát az északi népterületen furik néven ismerik. Ott csak az utóbbi másfél évszázadban vált a falusi gazdaságok tartozékává, de a bányászok, kohászok régen ismerték, hiszen Agricola 1556-ban már rajzon is bemutatta.